# Вечита славина
Вечита славина је југословенски телевизијски филм из 1994. године.  Режирала га је Мирјана Вукомановић а сценарио је написала Биљана Максић по драми Момчила Настасијевића Код вечите славине.

## Радња
У кафани, негде у Србији, сусрећу се људи чија је судбина различита од уобичајених, грађанских и породичних. Кафана не уништава само своје становнике. Њена зла коб кулминира двоструким убиством.

## Улоге
| Глумац            | Улога                     |
| ----------------- | ------------------------- |
| Танасије Узуновић | Рапа                      |
| Драгана Мркић     | Тина                      |
| Тихомир Станић    | Стојан                    |
| Јасмина Аврамовић | Смиља                     |
| Предраг Лаковић   | Јоле                      |
| Ивана Жигон       | Магдалена, ћерка Смиљкина |
| Слободан Ћустић   | Марко Подољац             |
| Милутин Дачевић   |                           |
| Далибор Делибашић |                           |
| Владан Гајовић    | Љуба                      |
| Радојко Јоксић    |                           |
| Небојша Кундачина | Роман, син Тинин          |
| Младен Нелевић    | Радић Сирчанин            |
| Ања Поповић       | Цветана                   |
| Рас Растодер      |                           |
| Влада Васић       |                           |